# Construal Level Theory
Construal Level Theory (CLT) ist eine Theorie aus der Sozialpsychologie, die den Zusammenhang zwischen psychologischer Distanz (engl. „psychological distance“) und mentaler Abstraktion (engl. „mental construal“)  beschreibt. Dabei geht eine hohe psychologische Distanz mit einem hohen Grad an mentaler Abstraktion einher und umgekehrt.
Unter der psychologischen Distanz versteht man die Entfernung eines Objektes auf einer zeitlichen, räumlichen, sozialen oder hypothetischen Dimension. Mit dem Begriff hypothetische Distanz ist Unwahrscheinliches oder Unrealistisches (psychologisch entfernt) bzw. Wahrscheinliches und Reales (psychologisch nahe) gemeint.
Mentale Abstraktion wiederum bezeichnet das Ausmaß, in dem eine Person abstrakt oder konkret denkt. Auf einer niedrigen Abstraktionsstufe (engl. „low-level construal“) werden Objekte konkret, unstrukturiert und kontextualisiert repräsentiert. Eine hohe Abstraktionsstufe (engl. „high-level construal“)  geht mit einer abstrakten, schematischen und dekontextualisierten Repräsentation einher.
Psychologische Distanz und mentale Abstraktion beeinflussen sich wechselseitig. Das bedeutet, dass Personen über entferntere Objekte abstrakter nachdenken und umgekehrt abstrakte mentale Repräsentationen zu einem Nachdenken über entferntere Objekte führt – Selbiges gilt für nahe Objekte und konkrete mentale Repräsentationen.
Im Kern gibt die Construal Level Theory eine Antwort auf die Frage, wie Menschen mental psychologische Distanzen überwinden. Obwohl nur das Hier und Jetzt direkt erfahrbar ist, können Menschen sich die Zukunft oder Vergangenheit vorstellen, an weit entfernte Orte denken, die Perspektive anderer Menschen einnehmen und sich alternative Realitäten vorstellen. Dabei geht diese Fähigkeit zur Transzendenz der aktuellen Wahrnehmung tendenziell mit abstrakterer Verarbeitung einher, weil weniger Informationen über das Entfernte als über das Nahe verfügbar sind. In der Ontogenese des Menschen führt dies zu einer übergeneralisierten Assoziation zwischen Distanz und Abstraktheit, welche sich in einer Vielzahl von Situationen konsistent ausdrückt.
In einer Studie, die den zentralen Mechanismus der Construal Level Theory beispielhaft verdeutlicht, untersuchen Liberman, Sagristano und Trope (2002) die Zuordnung von entweder zeitlich nahen oder zeitlichen entfernten Objekten in Kategorien. Unter anderem sollten sich die Teilnehmer der Studie einen Campingausflug vorstellen, welcher in einem Jahr (zeitlich entfernt) oder nächstes Wochenende (zeitlich nahe) stattfindet. Anschließend wurden ihnen unterschiedliche Objekte (z. B. Zahnbürste, Zelt, Kamera) präsentiert, welche sie selbstgenerierten Kategorien zuordnen sollten. In Übereinstimmung mit den Vorhersagen der Construal Level Theory erstellten Personen, welche sich den Campingausflug in einem Jahr vorstellen sollten, weniger und damit breitere Kategorien; die höhere zeitliche Distanz erhöht folglich das Abstraktions- und Aggregationsniveau bei der Objektkategorisierung.